# جيمس س. ميس
جيمس س. ميس هو مؤرخ كندي، ولد في 19 نوفمبر 1953.